# Morpho itatiaya
Morpho itatiaya är en fjärilsart som beskrevs av Weber 1944. Morpho itatiaya ingår i släktet Morpho och familjen praktfjärilar. Inga underarter finns listade i Catalogue of Life.